# رویال شارلوت (۱۷۸۹)
رویال شارلوت (۱۷۸۹) (به انگلیسی: Royal Charlotte (1789)) یک کشتی بود که طول آن ۱۶۱ فوت ۰ اینچ (۴۹٫۰۷ متر) بود. این کشتی در سال ۱۷۸۹ ساخته شد.